# Euroleague Basketball 2015-2016
L'Eurolega di pallacanestro 2015-2016 (chiamata per il 6º anno Turkish Airlines Euroleague per motivi di sponsorizzazione) è stata la 16ª edizione del massimo campionato tra club europei organizzato dall'ULEB. In totale è stata la 59ª stagione della principale competizione Europea per club di pallacanestro. Le Final Four si sono tenute dal 12 al 15 maggio 2016 a Berlino in Germania, presso la Mercedes-Benz Arena e hanno visto la vittoria finale dei russi del CSKA Mosca sui turchi del Fenerbahçe Ülker.

## Assegnazione delle licenze

### Licenza A
| # | Squadra     | Punti | # | Squadra          | Punti | #  | Squadra         | Punti |
| - | ----------- | ----- | - | ---------------- | ----- | -- | --------------- | ----- |
| 1 | CSKA Mosca  | 178   | 5 | Maccabi Tel Aviv | 151   | 9  | Saski Baskonia  | 119   |
| 2 | Real Madrid | 178   | 6 | Panathīnaïkos    | 142   | 10 | Málaga          | 112   |
| 3 | Barcellona  | 171   | 7 | Fenerbahçe       | 129   | 11 | Žalgiris Kaunas | 109   |
| 4 | Olympiakos  | 170   | 8 | Anadolu Efes     | 126   | 12 | Olimpia Milano  | 96    |

## Squadre partecipanti
| Spagna (ACB)     | 4 | Real MadridA (1)      | BarcellonaA (2)      | MálagaB (3)             | Saski Baskonia A (6) |
| Turchia (TBL)    | 4 | KarşıyakaB (1)        | Anadolu EfesA (2)    | FenerbahçeA (3)         | DarüşşafakaWC (5)    |
| VTB              | 3 | CSKA Mosca A (1)      | ChimkiB (2)          | Lokomotiv Kuban' WC (3) |                      |
| Germania (BBL)   | 2 | BambergerB (1)        | Bayern MonacoWC (2)  |                         |                      |
| Grecia (Ethniki) | 2 | Olympiakos A (1)      | PanathīnaïkosA (2)   |                         |                      |
| Italia (Serie A) | 2 | Dinamo SassariB (2)   | Olimpia MilanoA (3)  |                         |                      |
| Francia (Pro A)  | 2 | Limoges CSPB (1)      | StrasburgoWC (2)     |                         |                      |
| ABA              | 2 | Stella RossaB (1)     | Cedevita JuniorB (2) |                         |                      |
| Israele (Lh'A)   | 1 | Maccabi Tel AvivA (3) |                      |                         |                      |
| Lituania (LKL)   | 1 | Žalgiris KaunasA (1)  |                      |                         |                      |
| Polonia (PLK)    | 1 | Zielona GóraB (1)     |                      |                         |                      |

## Sorteggio
Il sorteggio per i gruppi della stagione regolare si svolgerà il 9 luglio 2015. Le squadre sono state suddivise in sei urne secondo l'ordine della classifica ULEB. Nello stesso gruppo non possono capitare squadre della stessa nazione. Le squadre saranno suddivise in 4 gruppi da 6 squadre ciascuno, le cui prime 4 accederanno alla fase successiva delle Top 16.
| Urna 1                                             | Urna 2                                                                | Urna 3                                               | Urna 4                                                             | Urna 5                                                      | Urna 6                                             |
| -------------------------------------------------- | --------------------------------------------------------------------- | ---------------------------------------------------- | ------------------------------------------------------------------ | ----------------------------------------------------------- | -------------------------------------------------- |
| CSKA Mosca Real Madrid Barcellona Olympiacos Pireo | Maccabi Tel Aviv Panathinaikos Atene Fenerbahçe Anadolu Efes Istanbul | Chimki Saski Baskonia Vitoria Lokomotiv Kuban Málaga | Žalgiris Kaunas Olimpia Milano Stella Rossa Belgrado Brose Baskets | Pınar Karşıyaka Darüşşafaka Bayern Monaco Cedevita Zagabria | Dinamo Sassari Zielona Góra Strasburgo Limoges CSP |

## Regular season
Le prime quattro classificate di ciascun gruppo si qualificano per la Top 16.
Le 8 squadre eliminate vengono retrocesse nella Last 32 di ULEB Eurocup.
| Qualificata alla Top 16 |
| Retrocessa in Eurocup   |

### Gruppo A
|    | Squadra                       | G  | V | P | PF  | PS  | DP   | Tie |
| -- | ----------------------------- | -- | - | - | --- | --- | ---- | --- |
| 1. | Fenerbahçe Istanbul           | 10 | 8 | 2 | 770 | 707 | +63  |     |
| 2. | BK Chimki                     | 10 | 5 | 5 | 798 | 740 | +58  | 3-1 |
| 3. | Stella Rossa Telekom Belgrado | 10 | 5 | 5 | 766 | 813 | -47  | 2-2 |
| 4. | Real Madrid                   | 10 | 5 | 5 | 854 | 808 | +46  | 1-3 |
| 5. | Bayern Monaco                 | 10 | 4 | 6 | 763 | 780 | -17  |     |
| 6. | Strasburgo IG                 | 10 | 3 | 7 | 711 | 814 | -103 |     |

### Gruppo B
|    | Squadra                   | G  | V | P | PF  | PS  | DP   | Tie |
| -- | ------------------------- | -- | - | - | --- | --- | ---- | --- |
| 1. | Olympiacos Pireo          | 10 | 8 | 2 | 761 | 692 | +69  |     |
| 2. | Anadolu Efes Istanbul     | 10 | 6 | 4 | 863 | 805 | +58  | +7  |
| 3. | Laboral Kutxa Vitoria     | 10 | 6 | 4 | 854 | 766 | +88  | -7  |
| 4. | Cedevita Zagabria         | 10 | 4 | 6 | 750 | 780 | -30  |     |
| 5. | Limoges CSP               | 10 | 3 | 7 | 698 | 823 | -125 | 2-0 |
| 6. | EA7 Emporio Armani Milano | 10 | 3 | 7 | 737 | 797 | -60  | 0-2 |

### Gruppo C
|    | Squadra                   | G  | V | P | PF  | PS  | DP  | Tie |
| -- | ------------------------- | -- | - | - | --- | --- | --- | --- |
| 1. | Lokomotiv Kuban Krasnodar | 10 | 8 | 2 | 754 | 683 | +71 |     |
| 2. | Barcellona Lassa          | 10 | 6 | 4 | 822 | 747 | +75 | +18 |
| 3. | Panathinaikos Atene       | 10 | 6 | 4 | 756 | 710 | +46 | -18 |
| 4. | Žalgiris Kaunas           | 10 | 5 | 5 | 697 | 731 | -34 |     |
| 5. | Pinar Karşıyaka Smirne    | 10 | 3 | 7 | 698 | 772 | -74 |     |
| 6. | Stelmet Zielona Gora      | 10 | 2 | 8 | 664 | 748 | -84 |     |

### Gruppo D
|    | Squadra                    | G  | V | P  | PF  | PS  | DP   | Tie |
| -- | -------------------------- | -- | - | -- | --- | --- | ---- | --- |
| 1. | CSKA Mosca                 | 10 | 9 | 1  | 911 | 784 | +127 |     |
| 2. | Unicaja Malaga             | 10 | 7 | 3  | 761 | 719 | +42  |     |
| 3. | Brose Baskets Bamberg      | 10 | 6 | 4  | 778 | 720 | +58  |     |
| 4. | Darüşşafaka Doğuş Istanbul | 10 | 4 | 6  | 704 | 740 | -36  | +7  |
| 5. | Maccabi FOX Tel Aviv       | 10 | 4 | 6  | 750 | 792 | -42  | -7  |
| 6. | Banco di Sardegna Sassari  | 10 | 0 | 10 | 690 | 839 | -149 |     |

## Top 16
Le 16 squadre qualificate sono divise in due gironi di 8 in base alle posizioni conseguite nella Regular Season (senza sorteggio). Si affrontano secondo il classico formato Round-robin con gare di andata e ritorno per un totale di 14 giornate. Le prime quattro classificate di ogni girone ottengono la qualificazione ai Play-off.
| Qualificata ai Play-off |
| Eliminata               |

### Gruppo E
|    | Squadra                       | G  | V  | P  | PF   | PS   | DP   | Tie |
| -- | ----------------------------- | -- | -- | -- | ---- | ---- | ---- | --- |
| 1. | Fenerbahçe Istanbul           | 14 | 11 | 3  | 1095 | 1032 | +63  |     |
| 2. | Lokomotiv Kuban Krasnodar     | 14 | 9  | 5  | 1099 | 978  | +121 | +4  |
| 3. | Panathinaikos Atene           | 14 | 9  | 5  | 1067 | 1027 | +40  | -4  |
| 4. | Stella Rossa Telekom Belgrado | 14 | 7  | 7  | 1038 | 1060 | -22  | +8  |
| 5. | Anadolu Efes Istanbul         | 14 | 7  | 7  | 1121 | 1106 | +15  | -8  |
| 6. | Darüşşafaka Doğuş Istanbul    | 14 | 5  | 9  | 1060 | 1083 | -23  |     |
| 7. | Unicaja Malaga                | 14 | 4  | 10 | 971  | 1076 | -105 | 2-0 |
| 8. | Cedevita Zagabria             | 14 | 4  | 10 | 1038 | 1127 | -89  | 0-2 |

### Gruppo F
|    | Squadra               | G  | V  | P  | PF   | PS   | DP   | Tie |
| -- | --------------------- | -- | -- | -- | ---- | ---- | ---- | --- |
| 1. | CSKA Mosca            | 14 | 10 | 4  | 1299 | 1185 | +114 |     |
| 2. | Laboral Kutxa Vitoria | 14 | 9  | 5  | 1110 | 1075 | +35  |     |
| 3. | Barcellona Lassa      | 14 | 8  | 6  | 1085 | 1059 | +26  |     |
| 4. | Real Madrid           | 14 | 7  | 7  | 1173 | 1165 | +8   | 4-0 |
| 5. | BK Chimki             | 14 | 7  | 7  | 1164 | 1138 | +26  | 1-3 |
| 6. | Brose Baskets Bamberg | 14 | 7  | 7  | 1073 | 1088 | -15  | 1-3 |
| 7. | Olympiacos Pireo      | 14 | 6  | 8  | 1083 | 1105 | -22  |     |
| 8. | Žalgiris Kaunas       | 14 | 2  | 12 | 1007 | 1179 | -172 |     |

## Play-off
Le serie sono al meglio delle 5 partite, secondo il formato 2-2-1: ovvero le gare 1, 2 e 5 si giocano in casa delle teste di serie (prime e seconde classificate della Top 16). La squadra che si aggiudicherà tre gare si qualificherà per la Final Four.
| Squadra 1                 | Totale | Squadra 2                     | Gara 1 | Gara 2 | Gara 3 | Gara 4 | Gara 5 |
| ------------------------- | ------ | ----------------------------- | ------ | ------ | ------ | ------ | ------ |
| Fenerbahçe Istanbul       | 3 - 0  | Real Madrid                   | 75-69  | 100-78 | 75-63  |        |        |
| Saski Baskonia            | 3 - 0  | Panathinaikos Atene           | 84-68  | 82-78  | 84-75  |        |        |
| CSKA Mosca                | 3 - 0  | Stella Rossa Telekom Belgrado | 84-74  | 77-76  | 78-71  |        |        |
| Lokomotiv Kuban Krasnodar | 3 - 2  | Barcellona Lassa              | 66-61  | 66-92  | 70-82  | 92-80  | 81-67  |

## Final Four
Le Final Four si sono svolte alla Mercedes-Benz Arena di Berlino dal 13 al 15 maggio 2016.

### Tabellone
|  | Semifinali       | Semifinali       | Semifinali |            |            | Finale           | Finale           | Finale          |  |
|  |                  |                  |            |            |            |                  |                  |                 |  |
|  | Fenerbahçe       | Fenerbahçe       | 88         |            |            |                  |                  |                 |  |
|  | Fenerbahçe       | Fenerbahçe       | 88         |            |            |                  |                  |                 |  |
|  | Saski Baskonia   | Saski Baskonia   | 77         |            |            |                  |                  |                 |  |
|  | Saski Baskonia   | Saski Baskonia   | 77         |            | Fenerbahçe | Fenerbahçe       | 96               |                 |  |
|  |                  |                  |            |            | Fenerbahçe | Fenerbahçe       | 96               |                 |  |
|  |                  |                  | CSKA Mosca | CSKA Mosca | 101        |                  |                  |                 |  |
|  | CSKA Mosca       | CSKA Mosca       | CSKA Mosca | CSKA Mosca | 101        | 88               |                  |                 |  |
|  | CSKA Mosca       | CSKA Mosca       |            |            |            | 88               |                  |                 |  |
|  | Lokomotiv Kuban' | Lokomotiv Kuban' | 81         |            |            | Finale 3º posto  | Finale 3º posto  | Finale 3º posto |  |
|  | Lokomotiv Kuban' | Lokomotiv Kuban' | 81         |            |            |                  |                  |                 |  |
|  |                  |                  |            |            |            |                  |                  |                 |  |
|  |                  |                  |            |            |            | Saski Baskonia   | Saski Baskonia   | 75              |  |
|  |                  |                  |            |            |            | Saski Baskonia   | Saski Baskonia   | 75              |  |
|  |                  |                  |            |            |            | Lokomotiv Kuban' | Lokomotiv Kuban' | 85              |  |

### Finale
| Arbitri: | Luigi Lamonica Robert Lottermoser Damir Javor |

|                                            |            |                                 |
| Dixon 17 Udoh, Antić, Datome 16 Sloukas 10 | Punti      | 22 de Colo 19 Teodosić 15 Hines |
| Dixon 4                                    | Assist     | 7 de Colo, Teodosić             |
| Udoh 11                                    | Rimbalzi   | 5 Teodosić, Viktor Chrjapa      |
| Željko Obradović                           | Allenatori | Dīmītrīs Itoudīs                |

| Quintetto titolare | Quintetto titolare | Quintetto titolare | Pt   | Rim  | Ass  |
| ------------------ | ------------------ | ------------------ | ---- | ---- | ---- |
| P                  | 16                 | Kōstas Sloukas     | 10   | 2    | 0    |
| G                  | 13                 | Bogdan Bogdanović  | 6    | 3    | 3    |
| AP                 | 33                 | Nikola Kalinić     | 3    | 3    | 2    |
| AG                 | 70                 | Luigi Datome       | 16   | 5    | 3    |
| AG                 | 24                 | Jan Veselý         | 7    | 5    | 1    |
| Panchina:          |                    |                    |      |      |      |
| P                  | 3                  | Ricky Hickman      | 5    | 0    | 0    |
| AG                 | 5                  | Barış Hersek       | n.e. | n.e. | n.e. |
| C                  | 8                  | Ekpe Udoh          | 16   | 11   | 3    |
| G                  | 10                 | Melih Mahmutoğlu   | 0    | 0    | 0    |
| AG                 | 12                 | Pero Antić         | 16   | 1    | 0    |
| P                  | 23                 | Berk Uğurlu        | n.e. | n.e. | n.e. |
| P                  | 35                 | Bobby Dixon        | 17   | 4    | 1    |
| Allenatore:        |                    |                    |      |      |      |
| Željko Obradović   |                    |                    |      |      |      |

| Fenerbahçe |  | CSKA Mosca |

| Vincitrice Euroleague Basketball 2015-2016 |
| ------------------------------------------ |
| CSKA Mosca 7º titolo                       |

| Quintetto titolare | Quintetto titolare | Quintetto titolare | Pt | Rim | Ass |
| ------------------ | ------------------ | ------------------ | -- | --- | --- |
| P                  | 1                  | Nando de Colo      | 22 | 2   | 7   |
| G                  | 22                 | Cory Higgins       | 12 | 1   | 3   |
| AP                 | 41                 | Nikita Kurbanov    | 4  | 3   | 0   |
| AG                 | 20                 | Andrej Voroncevič  | 11 | 3   | 0   |
| C                  | 42                 | Kyle Hines         | 15 | 4   | 2   |
| Panchina:          |                    |                    |    |     |     |
| G                  | 3                  | Dmitry Kulagin     | 0  | 0   | 0   |
| P                  | 4                  | Miloš Teodosić     | 19 | 5   | 7   |
| G                  | 7                  | Vitalij Fridzon    | 0  | 0   | 0   |
| AG                 | 8                  | Demetris Nichols   | 0  | 1   | 0   |
| P                  | 9                  | Aaron Jackson      | 8  | 1   | 1   |
| C                  | 12                 | Pavel Korobkov     | 0  | 2   | 1   |
| AG                 | 31                 | Viktor Chrjapa     | 10 | 5   | 1   |
| Allenatore:        |                    |                    |    |     |     |
| Dīmītrīs Itoudīs   |                    |                    |    |     |     |

## Premi

### Riconoscimenti individuali
- Euroleague MVP:  Nando de Colo,  CSKA Mosca
- Euroleague Final Four MVP:  Nando de Colo,  CSKA Mosca
- Rising Star Trophy:  Álex Abrines,  Barcellona
- Euroleague Best Defender:  Kyle Hines,  CSKA Mosca
- Alphonso Ford Trophy:  Nando de Colo,  CSKA Mosca
- Aleksandr Gomel'skij Coach of the Year:  Dīmītrīs Itoudīs,  CSKA Mosca
- Gianluigi Porelli Euroleague Executive of the Year:  José Antonio Querejeta,  Laboral Kutxa Vitoria

### Quintetti ideali
- All-Euroleague First Team:
  -  Malcolm Delaney ( Lokomotiv Kuban')
  -  Nando de Colo ( CSKA Mosca)
  -  Miloš Teodosić ( CSKA Mosca)
  -  Jan Veselý ( Fenerbahçe)
  -  Ioannis Bourousīs ( Saski Baskonia)
- All-Euroleague Second Team:
  -  Luigi Datome ( Fenerbahçe)
  -  Quincy Miller ( Stella Rossa)
  -  Ekpe Udoh ( Fenerbahçe)
  -  Anthony Randolph ( Lokomotiv Kuban')
  -  Gustavo Ayón ( Real Madrid)